# Branquiocrânio
Em anatomia, chama-se branquiocrânio, maciço frontal ou esplancnocrânio à parte do crânio dos vertebrados que suporta a boca e o aparelho branquial . 